# Kvindehaderne
Kvindehaderne er en amerikansk stumfilm fra 1923 af Alan Crosland.

## Medvirkende
- Lionel Barrymore som Michael Lubimoff
- Alma Rubens som Alicia
- Pedro de Cordoba som Atilio Castro
- Gareth Hughes som  Spadoni
- Gladys Hulette som Vittoria
- William H. Thompson som Colonel Marcos
- William Collier, Jr. som Gaston